# شمشیربازی در المپیک تابستانی ۱۹۷۶
شمشیربازی در بازی‌های المپیک تابستانی ۱۹۷۶ نام رویداد ورزش شمشیربازی در بازی‌های المپیک تابستانی بود که در سال ۱۹۷۶ برگزار شد.

## جدول مدال‌ها
| رتبه | کشور              | طلا | نقره | برنز | مجموع |
| ۱    | اتحاد شوروی (URS) | ۳   | ۲    | ۲    | ۷     |
| ۲    | آلمان غربی (FRG)  | ۲   | ۲    | ۰    | ۴     |
| ۳    | ایتالیا (ITA)     | ۱   | ۳    | ۰    | ۴     |
| ۴    | مجارستان (HUN)    | ۱   | ۰    | ۲    | ۳     |
| ۵    | سوئد (SWE)        | ۱   | ۰    | ۰    | ۱     |
| ۶    | فرانسه (FRA)      | ۰   | ۱    | ۲    | ۳     |
| ۷    | رومانی (ROU)      | ۰   | ۰    | ۱    | ۱     |
| ۷    | سوئیس (SUI)       | ۰   | ۰    | ۱    | ۱     |

## کشورهای شرکت کننده
| - آرژانتین (۷) - استرالیا (۳) - اتریش (۵) - بلژیک (۴) - برزیل (۱) - بلغارستان (۵) - کانادا (۱۳) - شیلی (۱) - کوبا (۱۳) - چکسلواکی (۳) - دانمارک (۱) | - آلمان شرقی (۱) - فنلاند (۴) - فرانسه (۱۸) - بریتانیای کبیر (۱۸) - هنگ کنگ (۴) - مجارستان (۱۸) - ایران (۱۳) - اسرائیل (۱) - ایتالیا (۱۸) - ژاپن (۸) - کویت (۴) - لوکزامبورگ (۲) | - نروژ (۵) - پاراگوئه (۱) - لهستان (۱۸) - پورتوریکو (۴) - رومانی (۱۸) - اتحاد شوروی (۱۸) - سوئد (۷) - سوئیس (۶) - تایلند (۵) - ایالات متحده آمریکا (۱۸) - آلمان غربی (۱۶) |